# Лоба, Аке (футболист)
Аке Арно Лоба (фр. Aké Arnaud Loba); 2 апреля 1998, Диво, Кот-д’Ивуар) — ивуарийский футболист, нападающий клуба «Масатлан».

## Клубная карьера
Лоба — воспитанник клуба СОА. В 2016 году он дебютировал в чемпионате Кот-д’Ивуара.
В начале 2018 года Лоба подписал контракт с перуанским «Универсидад Сан-Мартин». 4 февраля в матче против «Аякучо» он дебютировал в перуанской Примере. 11 февраля в поединке против «Комерсиантес Унидос» Аке забил свой первый гол за «Универсидад Сан-Мартин». По итогам сезона он с 18 голами стал лучшем бомбардиром команды.
В начале 2019 года Лоба был арендован мексиканским «Керетаро». 6 января в матче против «Атласа» он дебютировал в мексиканской Примере. В поединке против УАНЛ Тигрес Аке забил свой первый гол за «Керетаро».
В начале 2020 года Лоба перешёл в «Монтеррей». Сумма трансфера составила 7 млн евро. 19 января в матче против «Монаркас Морелия» он дебютировал за новую команду. 8 марта в поединке против «Атлетико Сан-Луис» Аке забил свой первый гол за «Монтеррей».
7 июля 2021 года Лоба перешёл в клуб MLS «Нэшвилл», подписав контракт по правилу назначенного игрока до конца 2023 года с опцией продления на 2024 год. По сведениям прессы стоимость трансфера, составившая $6,8 млн, стала рекордной для клуба. В главной лиге США он дебютировал 21 июля в матче против «Коламбус Крю», выйдя на замену на 81-й минуте. 27 октября в матче против «Цинциннати» он забил свой первый гол в MLS.
6 января 2023 года Лоба отправился в аренду в клуб Лиги MX «Масатлан» до конца года с опцией выкупа. 1 мая контракт Лобы с «Нэшвиллом» был расторгнут по обоюдному согласию сторон и он был помещён в список отказов.

## Достижения
Командные
 «Монтеррей»
- Обладатель Кубка Мексики: 2019/20
- Победитель Лиги чемпионов КОНКАКАФ: 2021